# Ипатовичи-Горанские
Ипатовичи-Горанские — литовский дворянский род.
Восходит ко 2-й половине XVII века и внесён в I и II части родословных книг Могилевской и Ярославской губерний.